# Arraba (Jenin)
Arraba (àrab: عرّابة, ʻArrāba) és un municipi palestí de la governació de Jenin, a Cisjordània, al nord de la vall del Jordà, a 13 kilòmetres al sud-oest de Jenin. Té una elevació de 350 metres sobre el nivell del mar i cau sobre Sahl Arraba, una planura que enllaça amb el Mont Carmel i Nablus. Segons el cens de l'Oficina Central Palestina d'Estadístiques (PCBS), Arraba tenia 9.920 habitants en 2007.

## Història
Les terres d'Arraba inclouen Khirbet al-Hamam i Tel el-Muhafer, que es creu que hi havia la ciutat cananea d'Arubboth del Llibre dels Reis (Rubutu en els documents egipcis) i la ciutat de Narbata del període romà. Tell Dothan se situa just al nord-est d'Arraba.

### Època otomana
Arraba, com al resta de Palestina, es va incorporar a l'Imperi Otomà en 1517, i en el cens de 1596, el poble es troba a la nàhiya de Jabal Sami al liwà de Nablus. Tenia una població de 81 llars i 31 solters, tots ells musulmans. Els impostos es paguen sobre el blat, ordi, cultius d'estiu, oliveres, ingressos ocasionals, cabres i ruscs, i una premsa d'olives o raïm.
Arraba és l'origen del clan Abd al-Hadi, aleshores una prominent família de terratinents dels districtes d'Afula, Baysan, Jenin, i Nablus. El clan era oposat tradicionalment al clan Tuqan de Nablus. En la dècada de 1850 els governants otomans van retirar els seus soldats del districte (per tal d'enviar-los a la Guerra de Crimea), i esclataren les hostilitats entre les diferents faccions palestines. Els Abd al-Hadis saquejaren algunes viles, que foren mostrades al cònsol britànic Rogers quan va visitar Arraba en 1856.
L'abril del 1859 una coalició de tropes otomanes i líders locals que s'oposaven al clan d'Abd al-Hadi va irrompre a Arraba. Els membres del clan Abd al-Hadi van fugir o van ser capturats, mentre que les fortificacions d'Arraba van ser arrasades i la vila fou saquejada. Per subjugar Arraba els otomans havien suprimit l'últim bastió de govern local independent a la regió de Nablus.
L'explorador francès Victor Guérin va visitar la vila en 1870, i la va descriure: «Aquesta ciutat està situada en un altiplà ... Es divideix en tres barris, un d'ells havia estat envoltat per una paret flanquejada per petites torres. Aquesta paret està ara destruïda en gran part, després d'haver estat enderrocada en un setge sofert fa alguns anys durant una revolta contra el caimacan de Nablus.»
En 1882 el Survey of Western Palestine del Fons per a l'Exploració de Palestina descriu Arraba com a "un poble molt gran al vessant sud d'una dorsal, les cases del nord són al pla. Hi ha una petita mesquita al centre, i un o dos grans edificis, inclosa la casa del xeic. El subministrament d'aigua és totalment dels pous del poble, i al marge de la carretera cap al nord. Hi ha una cresta de roca molt estèril entre el poble al sud i la plana (Merj 'Arrabeh) al nord. Les olives creixen escampades pel poble, però el veïnat és molt bàsic. Els vilatans són turbulents i rics, posseeixen les millors terres a la plana del nord."
En 1913-14 els otomans construïren una secció del ferrocarril de la vall de Jezreel (alhora una secció de l'ara inexistent ferrocarril d'Hejaz) que travessa Arraba i acaba a Nablus.

### Mandat Britànic
Al cens de Palestina de 1922, realitzat per les autoritats del Mandat Britànic, Arraba tenia 2.196 habitants, tots musulmans. En el cens de Palestina de 1931 havia augmentat la població a 2.500 habitants, tots musulmans, en 554 cases habitades.
En el cens de 1945 la població era de 3.810 àrabs amb 39,901 dúnams de terra, segons una enquesta oficial de propietats i població. Cinc dúnams eren usats per cítrics o bananes, 3,568 dúnams eren usats per plantacions i terres de rec, 23,357 dúnams per cereals, mentre que 315 dúnams eren de terra urbanitzable.

### Després de 1948
Com a conseqüència de la Guerra araboisraeliana de 1948, i després dels acords d'Armistici de 1949, Arraba va restar en mans de Jordània. Després de la Guerra dels Sis Dies el 1967, ha estat sota ocupació israeliana.

## Residents notables
- Husayn Abd al-Hadi (m. 1835), governador de Sidon
- Sami Taha (1916-1947), líder sindical durant el mandat britànic
- Abu Ali Mustafa (1938-2001), secretari general del Front Popular per a l'Alliberament de Palestina
- Khader Adnan (1978-), activista del Gihad Islàmic palestí